# Pseudeminia comosa
Pseudeminia comosa är en ärtväxtart som först beskrevs av John Gilbert Baker, och fick sitt nu gällande namn av Bernard Verdcourt. Pseudeminia comosa ingår i släktet Pseudeminia och familjen ärtväxter. Inga underarter finns listade i Catalogue of Life.